# Uchenhofen
Uchenhofen ist ein Gemeindeteil der Kreisstadt Haßfurt im unterfränkischen Landkreis Haßberge in Bayern.

## Geographie
Das Kirchdorf liegt zwischen Nassach- und Maintal im Naturpark Haßberge.

## Geschichte
Gemäß einem Staatsvertrag zwischen dem Großherzogtum Würzburg und dem Herzogtum Sachsen-Hildburghausen wurde 1807 Uchenhofen, das zuvor zum sächsischen Amt Königsberg gehörte, an Würzburg abgetreten.
Die evangelische Dorfkirche wurde nach schweren Schäden im Zweiten Weltkrieg wieder aufgebaut. Im Jahre 2006 erhielt die Kirche eine neue Orgel im Stil von Johann-Markus Oestreich aus der Werkstatt der Orgelbau Waltershausen GmbH (Thüringen).
Im Ort gibt es noch einige Fachwerkhäuser. Zwischen 1870 und 1920 gab es im Dorf die Communebrauerei Haßfurt.
Am 1. Mai 1978 wurde der Ort im Zuge der Gebietsreform in Bayern in die Kreisstadt Haßfurt eingegliedert.

## Politik

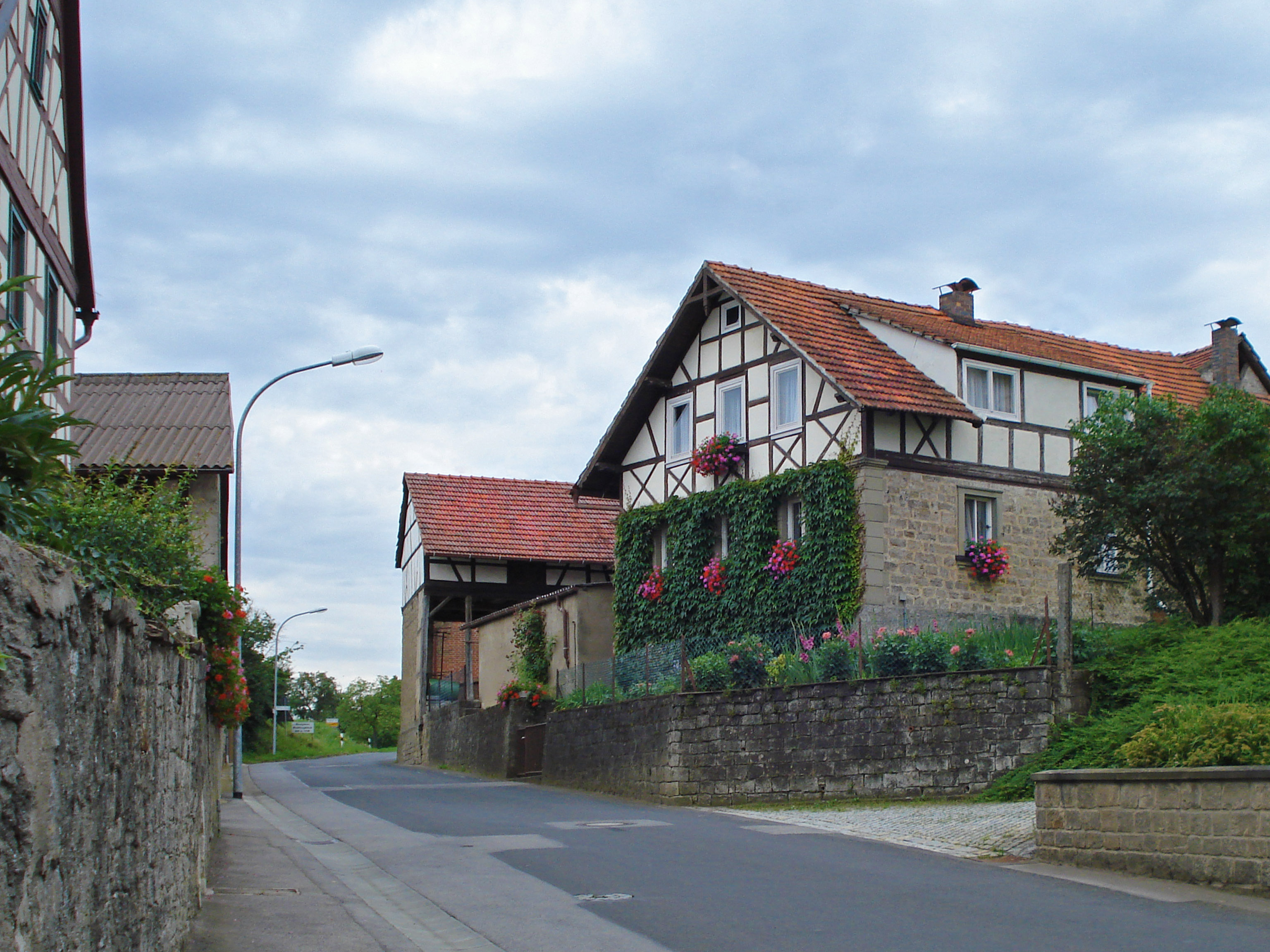
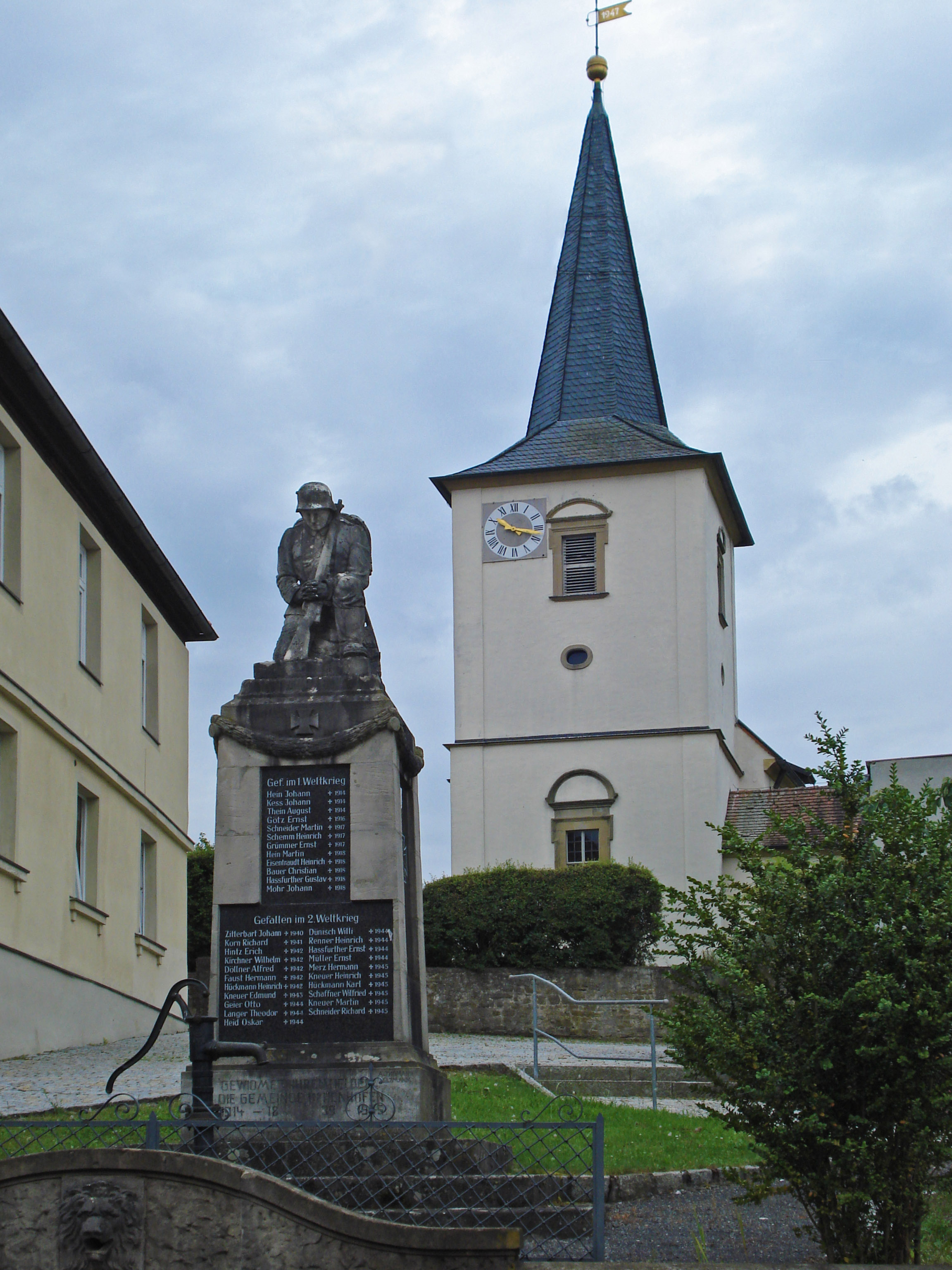

Ortssprecher: Manfred Finster